# Shawn Marion
Shawn Dwyane Marion (Waukegan, Illinois, 7. svibnja 1978.) američki je profesionalni košarkaš. Igra na poziciji niskog krila, a može igrati i krilnog centra. Trenutačno je član NBA momčadi Dallas Mavericksa, a još je igrao za Phoenix Sunse, Miami Heat i Toronto Raptorse. Izabran je u 1. krugu (9. ukupno) NBA drafta 1999. od strane Phoenix Sunsa. Poznat je po svojoj all-around igri i mogućnosti igranja na svim pozicijama.

## Rani život
Marion je počeo igrati košarku u srednjoj školi. Pohađao je srednju školu Clarksville High School. Nakon srednje škole pohađao je sveučilište Vincennes. Uskoro se prebacio na sveučilište Nevada gdje je i završio sveučilišnu karijeru.

## NBA

### Phoenix Suns
Izabran je kao 9. izbor NBA drafta 1999. od strane Phoenix Sunsa. Tijekom priprema za sezonu, Marion je dobio nadimak The Matrix od jednog analitičara TNT-ove kuće zbog svoje sjajne all-around igre. Tijekom sezone 2002./03. Marion je izabran na svoju prvu All-Star utakmicu.  Tijekom sezone 2004./05. Marion je ponovno izabran na All-Star utakmicu ali ovaj puta kao zamjena te je izborio mjesto u All-NBA trećoj petorci. Tijekom All-Star vikenda 2005. odnio je pobjedu u Shooting Stars natjecanju. Sezona 2005./06. bila mu je najbolja u dosadašnoj karijeri. Postao je jedini igrač koji je u jednoj sezoni bio u najboljih 20 u sljedećim kategorijama: poeni, skokovi, blokade, prosječni šut iz igre i ukupno provedenih minuta na terenu. Predvodio je Sunse u poenima (21.6), skokovima (11.8), blokadama (1.7) i ukradenim loptama (2.0). 2006. izabran je na još jednu All-Star utakmicu ali i ovaj puta kao zamjena. 26. rujna 2007. zbog prekomjernih glasina o njegovoj zamjeni sam Marion ju je i zatražio. Ipak je zadržan u Sunsima gdje je nastavio sa sjajnim igrama. Tijekom sezone 2006./07. Marion je postao jedan od dvojice igrača koji su u jednoj sezoni bili u najboljih 40 u sljedećim kategorijama: poeni, skokovi, prosječni šut iz igre, blokade, ukradene lopte i prosjek provedenih minuta na terenu. 2007. izabran je na svoju četvrtu All-Star utakmicu ali i ovaj puta kao zamjena. Utakmicu je završio s 18 poena, 8 skokova, 4 asistencije i 2 ukradene lopte za 22 minute.

### Miami Heat
6. veljače 2008. Sunsi su mijenjali Mariona i Marcusa Banksa u Miami za centra Shaquillea O'Neala. Marion i Wade su propustili ostatak sezone zbog ozljeda. Novi ugovor nije postignut i uskoro je uslijedila zamjena.

### Toronto Raptors
13. veljače 2009. Marion je mijenjan u Raptorse zajedno s Marcusom Banksom uz nešto nadoplate za Jermainea O'Neala, Jamaria Moona i budući izbor na draftu.

### Dallas Mavericks
8. srpnja 2009. Marion je mijenjan zajedno s Krisom Humphriesom, Nathanom Jawaiem i nešto novca u Dallas Maverickse dok su putem Toronta otišli Devean George i Antoine Wright. Da bi se ova zamjena ostvarila Mavericksi su poslali Jerryja Stackhousea u Grizzliese u zamjenu za Grega Bucknera i budući izbor na draftu, dok je Orlando mijenjao Hedu Turkogla za novce od strane Mavericksa i Raptorsa. Marion je potpisao petogodišnji ugovor vrijedan 40 milijuna dolara.

## Reprezentacija
Svoj prvi nastup za reprezentaciju SAD-a ostvario je na Svjetskom prvenstvu 2002. u Indianapolisu. Ta momčad je završila na razočaravajućem 6. mjestu. Na Olimpijskim igrama u Ateni 2004. godine osvojio je brončanu medalju. Marion je 5. ožujka 2006. izabran na sudjelovanje na Svjetskom prvenstvu 2006. u Japanu. Zbog ozljede koljena morao je otkazati nastup. 

## NBA statistika

### Regularni dio
| Godina    | Klub    | Odig. uta. | Uta. poč. | Min. | 2P%  | 3P%  | Sl. bac.% | Skok. | Asist. | Ukr. lop. | Blok. | Poena |
| --------- | ------- | ---------- | --------- | ---- | ---- | ---- | --------- | ----- | ------ | --------- | ----- | ----- |
| 1999./00. | Phoenix | 51         | 38        | 24.7 | .471 | .182 | .847      | 6.5   | 1.4    | .8        | 1.0   | 10.2  |
| 2000./01. | Phoenix | 79         | 79        | 36.2 | .480 | .256 | .810      | 10.7  | 2.0    | 1.7       | 1.4   | 17.3  |
| 2001./02. | Phoenix | 81         | 81        | 38.4 | .469 | .393 | .845      | 9.9   | 2.0    | 1.8       | 1.1   | 19.1  |
| 2002./03. | Phoenix | 81         | 81        | 41.6 | .452 | .387 | .851      | 9.5   | 2.4    | 2.3       | 1.2   | 21.2  |
| 2003./04. | Phoenix | 79         | 79        | 40.7 | .440 | .340 | .851      | 9.3   | 2.7    | 2.1       | 1.3   | 19.0  |
| 2004./05. | Phoenix | 81         | 81        | 38.8 | .476 | .334 | .833      | 11.3  | 1.9    | 2.0       | 1.5   | 19.4  |
| 2005./06. | Phoenix | 81         | 81        | 40.3 | .525 | .331 | .809      | 11.8  | 1.8    | 2.0       | 1.7   | 21.8  |
| 2006./07. | Phoenix | 80         | 80        | 37.6 | .524 | .317 | .810      | 9.8   | 1.7    | 2.0       | 1.5   | 17.5  |
| 2007./08. | Phoenix | 47         | 47        | 36.4 | .526 | .347 | .713      | 9.9   | 2.1    | 2.0       | 1.5   | 15.8  |
| 2007./08. | Miami   | 16         | 15        | 37.6 | .459 | .258 | .690      | 11.2  | 2.5    | 1.9       | .9    | 14.3  |
| 2008./09. | Miami   | 42         | 41        | 36.1 | .482 | .200 | .788      | 8.7   | 1.8    | 1.4       | 1.1   | 12.0  |
| 2008./09. | Toronto | 27         | 27        | 35.3 | .488 | .154 | .806      | 8.3   | 2.3    | 1.1       | .8    | 14.3  |
| 2009./10. | Dallas  | 75         | 75        | 31.8 | .508 | .158 | .755      | 6.4   | 1.4    | .9        | .8    | 12.0  |
| 2010./11. | Dallas  | 80         | 27        | 28.2 | .520 | .152 | .768      | 6.9   | 1.4    | .9        | .6    | 12.5  |
| Ukupno    |         | 900        | 832       | 36.3 | .485 | .332 | .813      | 9.3   | 1.9    | 1.7       | 1.2   | 16.8  |
| All-Star  |         | 4          | 0         | 19.5 | .575 | .000 | .500      | 6.5   | 3.0    | 1.5       | .5    | 12.5  |

### Doigravanje
| Godina    | Klub    | Odig. uta. | Uta. poč. | Min. | 2P%  | 3P%   | Sl. bac.% | Skok. | Asist. | Ukr. lop. | Blok. | Poena |
| --------- | ------- | ---------- | --------- | ---- | ---- | ----- | --------- | ----- | ------ | --------- | ----- | ----- |
| 1999./00. | Phoenix | 9          | 9         | 31.2 | .419 | .167  | .818      | 8.8   | .8     | .7        | 1.6   | 9.1   |
| 2000./01. | Phoenix | 4          | 4         | 34.8 | .371 | 1.000 | .857      | 8.3   | .8     | 1.5       | 1.5   | 14.8  |
| 2002./03. | Phoenix | 6          | 6         | 47.0 | .374 | .321  | .846      | 11.7  | 2.0    | 1.8       | 1.8   | 18.5  |
| 2004./05. | Phoenix | 15         | 15        | 42.3 | .484 | .419  | .769      | 11.8  | 1.5    | 1.4       | 1.7   | 17.6  |
| 2005./06. | Phoenix | 20         | 20        | 42.5 | .489 | .314  | .881      | 11.7  | 1.6    | 1.9       | 1.1   | 20.4  |
| 2006./07. | Phoenix | 11         | 11        | 41.4 | .500 | .353  | .667      | 10.4  | 1.2    | 1.5       | 1.7   | 16.9  |
| 2009./10. | Dallas  | 6          | 6         | 24.7 | .407 | .000  | .800      | 4.2   | 1.0    | .2        | .5    | 8.7   |
| 2010./11. | Dallas  | 21         | 21        | 32.9 | .467 | .000  | .851      | 6.3   | 2.1    | 1.0       | .9    | 11.9  |
| Ukupno    |         | 92         | 92        | 37.8 | .461 | .330  | .818      | 9.4   | 1.5    | 1.3       | 1.3   | 15.3  |

## Vanjske poveznice
- Profil na NBA.com
- Profil  Arhivirana inačica izvorne stranice od 12. svibnja 2013. (Wayback Machine) na Basketball-Reference.com